# Siergiej Sołowjow (reżyser)
Siergiej Aleksandrowicz Sołowjow, ros. Сергей Александрович Соловьёв (ur. 25 sierpnia 1944 w Kiemie, zm. 13 grudnia 2021 w Moskwie) – radziecki reżyser i scenarzysta filmowy. Ludowy Artysta Federacji Rosyjskiej.
Ukończył moskiewski WGIK. Pracował dla wytwórni filmowej Mosfilm. Największe uznanie przyniósł mu obraz Zapamiętajmy to lato (1975), za który otrzymał Srebrnego Niedźwiedzia dla najlepszego reżysera na 25. MFF w Berlinie.
Pochowany na Cmentarzu Trojekurowskim w Moskwie.

## Wybrana filmografia
- 1974: Zapamiętajmy to lato
- 1976: Melodie białych nocy
- 1980: Ratownik
- 1987: Assa
- 2009: Anna Karenina

## Nagrody i odznaczenia
- Zasłużony Działacz Sztuk RFSRR
- Ludowy Artysta Federacji Rosyjskiej